# Littabella-Nationalpark
Der Littabella-Nationalpark (engl.: Littabella National Park) ist ein Nationalpark im Südosten des australischen Bundesstaates Queensland.

## Lage
Er liegt 336 Kilometer nördlich von Brisbane und etwa 50 Kilometer nordwestlich von Bundaberg.

## Landesnatur
Der Nationalpark besteht aus hügeligem Gelände, dessen höchster Punkt 35 Meter über dem Meeresspiegel erreicht. Dazwischen befindet sich sumpfiges Tiefland mit kleinen Lagunen, die zum Teil auch austrocknen können.

## Flora und Fauna
Man findet in den Niederungen des Parks lichten Wald mit Banksien und Myrtenheiden. In den höheren Lagen dominieren die Myrtenheiden und Eukalyptuswald.
Folgende Tierarten finden sich im Nationalpark: Kurzkopfgleitbeutler, Hörnchengleitbeutler (Petaurus norfolcensis), Goldbauch-Schwimmratten (Hydromys chrysogaster), Wongatauben, Rotschwanz-Rabenkakadus, Glanzspitzendrongos (Dicrurus bracteatus), Kragenechsen, Nördliche Banjofrösche (Lymnodynastes terraereginae) und Wallumfröschchen (Crinia tinnula).

## Zufahrt
Der küstennahe Nationalpark ist über die Verbindungsstraße Bundaberg – Miriam Vale bei Warragan zu erreichen.